# Juan Ángel Paredes
Juan Ángel Paredes (Asunción, 30 de marzo de 1979) es un exfutbolista paraguayo. Juega de delantero.

## Trayectoria
Paredes debutó en primera división con la camiseta del Club Cerro Porteño de Paraguay que era dirigido en ese momento por el técnico uruguayo Jorge Fossati. No pasó mucho tiempo antes de que fuera transferido al exterior y comenzara su periplo por diversos clubes de Sudamérica.
Disputó la Copa Libertadores de 1998 con Club Cerro Porteño y del 2004 con la Liga Deportiva Universitaria de Quito y la Copa Sudamericana el 2005 con el Danubio.

## Selección nacional
Ha sido internacional con su Selección de fútbol de Paraguay selección en categorías menores. Participó en el Campeonato Sudamericano Sub-20 de 1999 jugado en Argentina. También fue convocado para formar parte del plantel que disputó el Torneo Preolímpico Sudamericano Sub-23 de 2000.

## Clubes
| Club                       | País     | Año       |
| -------------------------- | -------- | --------- |
| Cerro Porteño              | Paraguay | 1994-1997 |
| Atlante                    | México   | 1998      |
| América                    | México   | 1999      |
| Marte Morelos              | México   | 2000      |
| Atlante                    | México   | 2001-2003 |
| Liga de Quito              | Ecuador  | 2004      |
| Olimpia                    | Paraguay | 2004      |
| Danubio                    | Uruguay  | 2005      |
| Pioneros de Ciudad Obregón | México   | 2005      |
| 12 de Octubre              | Paraguay | 2006      |
| Palestino                  | Chile    | 2007      |
| 3 de Febrero               | Paraguay | 2007      |
| The Strongest              | Bolivia  | 2008      |
| Sport Huancayo             | Perú     | 2009      |
| Club 2 de Mayo             | Paraguay | 2010      |
| Sport Huancayo             | Perú     | 2011      |
| General Caballero          | Paraguay | 2012      |
| Sport Colombia             | Paraguay | 2013      |